# إميلي دان
إميلي دان (بالإنجليزية: Emily Tyndall)‏ هي راقصة وممثلة أمريكية، ولدت في 15 مارس 1982 في الولايات المتحدة.

## وصلات خارجية
- إميلي دان على موقع IMDb (الإنجليزية)
- إميلي دان على موقع قاعدة بيانات الفيلم (الإنجليزية)
- إميلي دان على موقع كينوبويسك (الروسية)